# PZL.38 Wilk
Il PZL.38 Wilk (lupo, in lingua polacca) era un aereo da caccia bimotore ad ala media sviluppato dall'azienda polacca Państwowe Zakłady Lotnicze di Varsavia negli anni trenta e rimasto allo stadio di prototipo.

## Storia del progetto
Nel novembre 1932 il capo del Dipartimento dell'Aeronautica polacca, colonnello Ludomił Rayski, approvò un piano triennale per l'espansione e l'ammodernamento della componente aerea da bombardamento dell'aviazione, e della sua capacità di combattimento. Nel 1933 iniziò la costruzione del prototipo del cacciabombardiere PZL 23 Karas. Nel 1934 venne emessa dalla Polska Lotnictwo Wojskowe una specifica relativa ad un aereo bimotore multiruolo (cioè capace di trasportare all'interno di una stiva bombe un ordigno da 300 kg), sulla scia di ciò che si stava realizzando all'estero (Fokker G.I, Potez 630, Messerschmitt Bf 110). Per la motorizzazione di tale velivolo era previsto l'acquisto della licenza di produzione del motore francese Hispano-Suiza 12L, un 12 cilindri a V, raffreddati a liquido, che sviluppava 600 CV (440 kW). L'installazione dei motori francesi venne abbandonata rapidamente per via del loro peso a secco, 370 kg.
In alternativa al motore Hispano-Suiza venne considerato il propulsore nazionale PZL Foka, allora in fase di sviluppo a cura dell'ingegner Stanislaw Nowkuński, direttore della filiale polacca dell'azienda cecoslovacca Skoda. Questo motore disponeva di 8 cilindri a V, raffreddati ad aria, e doveva erogare 600 hp.
Dopo aver ordinato lo sviluppo del nuovo motore, nell'autunno 1934, si decise di iniziare il lavoro di progettazione della cellula.
Per realizzare tale macchina la direzione tecnica della fabbrica di stato PZL, guidata dall'ingegner Mieczyslaw Kurma bandì un concorso interno per un bimotore da combattimento, che fu vinto dalla proposta elaborata del progettista Franciszek Misztal, con l'aiuto di Jerzy Dąbrowski, in contrapposizione a quella elaborata dall'ingegner Wsiewołod Jakimiuk.
La progettazione del nuovo velivolo utilizzò il collaudato profilo aerodinamico del precedente bombardiere PZL.37 Łoś, disegnato dall'ingegner Dąbrowski. Inizialmente l'aereo ricevette la sigla PZL.38 ed il soprannome di Łosiu (alce, in lingua polacca), ma l'esercito impose poi quello di Wilk (lupo).
Secondo i termini della specifica militare il velivolo doveva essere un caccia bimotore, biposto, in grado di contrastare efficacemente i caccia nemici ad una quota variabile tra i 1 500 e i 9 000 m, svolgendo nel contempo missioni di ricognizione e bombardamento in picchiata. La velocità stimata doveva essere superiore ai 500 km/h. L'aereo doveva disporre di un armamento basato su un cannone da 20 mm e mitragliatrici (fino a 4) calibro 7,92 mm, più una bomba da 300 kg contenuta all'interno della stiva ventrale. Il peso totale massimo, aereo (2 200 kg) più bomba (300 kg), non doveva essere superiore ai 2 500 kg. Pur non specificato direttamente, doveva essere preso in considerazione il carrello retrattile (a causa della elevata velocità richiesta) nelle gondole motori. Il disegno iniziale, i calcoli delle prestazioni e dei pesi vennero effettuati dall'ingegner Misztal, mentre le forme aerodinamiche furono sviluppate da Dąbrowski con l'aiuto di modelli in scala del PZL.37 Łoś. All'inizio del 1936 fu approvata la costruzione di due prototipi, da realizzarsi presso lo stabilimento WP.1 della PZL di Varsavia-Okeçie. A partire dalle primavera del 1936 l'ingegner Misztal ricevette il supporto tecnico degli ingegneri Tadeusz Tarczyński (che aveva collaborato allo sviluppo del PZL.37 Łoś), Kazimierz Korsak e Michał Skrabiński. I primi due ingegneri provenivano dal team di Jakimiuk, e ciò fu causa del ritardo nello sviluppo del successivo caccia leggero PZL.45 Sokół. Il lavoro di progettazione principale fu terminato nell'autunno del 1936. Inoltre l'alto comando, al fine di favorire la preparazione degli equipaggi destinati ai caccia PZL.38 ed ai bombardieri PZL.37, decise il contemporaneo sviluppo del moderno addestratore PWS-33 Wyżeł.
I lavori di realizzazione di questo fondamentale aereo, destinato ad equipaggiare l'aeronautica militare polacca, furono interrotti dalla tragica morte dell'ingegnere Stanislaw Nowkuński, rimasto ucciso in un incidente in montagna, il 30 luglio 1936.
La sua morte impedì il definitivo sviluppo del propulsore prescelto, in quanto il team di ingegneri incaricati di portare avanti il lavoro sul PZL Foka si dimostrò incapace di risolvere i problemi tecnici incontrati. Tale motore diede problemi di surriscaldamento, ebbe difficoltà ad ottenere la potenza nominale e fu sempre afflitto da forti vibrazioni. Sfortunatamente il propulsore non erogò mai al banco oltre 420 CV, invece dei previsti 600 CV, e pertanto si decise di utilizzare un motore estero di prestazioni simili. In questa situazione, nel novembre 1936, la direzione tecnica della fabbrica WP.1 PZL mandò una relazione al comando dell'aviazione militare, informandolo di aver completato la cellula del primo prototipo del PZL.38 Wilk, restando in attesa di una decisione sul tipo di propulsore da installare.
Nel dicembre del 1936 il comandante l'aviazione, generale Rayski, giunse alla conclusione che il ritardo nella preparazione della produzione del propulsore PZL Foka, sarebbe stato così grande che per il PZL.38 Wilk si sarebbe dovuto trovare un altro motore. Prima della fine dell'anno furono compiuti passi per ottenere la licenza di produzione dei motori stellari francesi Gnome-et-Rhône o in linea Hispano Suiza, giunti alla fase finale dei collaudi. Il 27 ottobre 1937 un motore Hispano-Suiza 14 AB venne inviato in Polonia, dove completò, entro il 7 novembre 1938, cento ore di collaudi presso l'Instytucie Technicznym Lotnictwa (Istituto di Tecnologia per l'Aviazione) di Varsavia. Il 7 maggio 1938 giunse anche, in prova, un propulsore Gnome-et-Rhône 14M, che fu scelto per equipaggiare il ricognitore LWS-3 Mewa. Nella primavera del 1937 il Comando dell'Aviazione scoprì che le prestazioni previste per l'aereo erano assolutamente teoriche. Venne quindi deciso di utilizzare sugli aerei di produzione il motore Bristol Mercury VIII da installare sulla cellula del cacciabombardiere dopo le prime prove di volo. Tale propulsore doveva equipaggiare anche il caccia PZL.50 Jastrząb e il cacciabombardiere PZL.46 Sum. Il comando dell'aviazione ordinò di equipaggiare il primo prototipo del PZL.38 Wilk con motori esteri, mentre il secondo avrebbe montato i previsti motori nazionali PZL Foka I. Il tentativo di dotare la cellula dell'aereo con il motore francese Gnome-et-Rhône 14N Mars venne subito abbandonato per via dell'eccessivo incremento di peso che non consentiva la riqualificazione del prototipo. Inoltre sia il generale Rayski che il K.S.U.S. negarono l'utilizzo dei motori 14N Mars per il PZL.38. Finalmente si decise di selezionare il propulsore americano Ranger SGV-770B, concettualmente simile al PZL Foka, che sviluppava una potenza di 420 CV. Al fine di ottenere prestazioni decisamente superiori l'alto comando ordinò di progettare un più evoluto derivato del PZL.38 Wilk, designato PZL.48 Lampart, dotato dei motori Gnome-et-Rhône 14M Mars da 700 CV.

## Tecnica
L'aereo era un cacciabombardiere dotato di configurazione convenzionale, monoplano ad ala media, di costruzione interamente metallica (compreso il rivestimento esterno). L'impennaggio di coda presentava la doppia deriva. Il carrello di atterraggio principale era completamente retrattile, con le gambe anteriori che si posizionavano all'interno della parte posteriore delle gondole dei motori, mentre il ruotino di coda era fisso.
I propulsori erano due motori in linea PZL Foka I a 8 cilindri, raffreddati ad aria, eroganti la potenza di 420 CV ed azionanti eliche tripala metalliche Ratier.
L'equipaggio era composto da due persone, un pilota e un operatore radio-mitragliere, alloggiati all'interno di un abitacolo completamente chiuso. L'equipaggiamento standard comprendeva: impianto per l'erogazione dell'ossigeno, radio ricetrasmittente, riscaldamento, fotocamera e predisposizione per il volo notturno.
L'armamento si componeva di un cannone Fabryki Karabinów FK wz.38A da 20 mm e due mitragliatrici PWU Wz.36 da 7,92 mm in postazione anteriore fissa, due mitragliatrici PWU wz.37 da 7,92 mm brandeggiabili in postazione dorsale. La bomba da 300 kg era trasportata internamente alla carlinga, in una apposita stiva.

## Impiego operativo

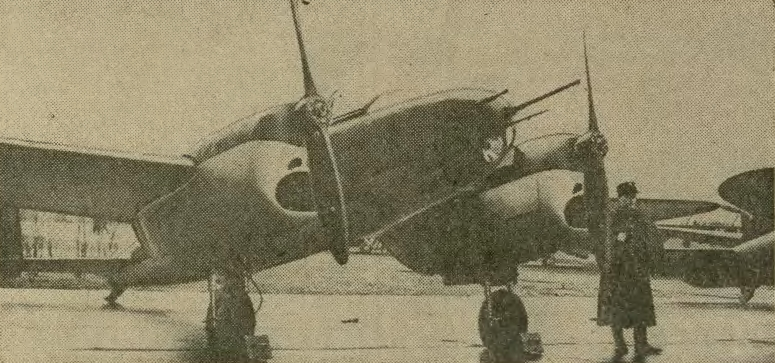
PZL.38 Wilk

Il primo prototipo, designato PZL.38/I, dotato di due propulsori americani Ranger SGV-770B da 420 CV consegnati nel gennaio 1938, effettuò il primo volo nell'aprile dello stesso anno sull'aeroporto di Okecie, con ai comandi il collaudatore Jerzy Widawski. Le prove in volo dimostrarono che i motori americani sviluppavano meno potenza del previsto, circa 330 CV. La limitata potenza erogata influiva grandemente sulle prestazioni; in più i motori Ranger risultavano più pesanti del previsto, dotati di una sezione trasversale più grande dei PZL Foka I, che determinava una maggiore resistenza frontale. I primi voli evidenziarono problemi ai timoni, che tardavano a compensare. Durante le prove effettuate ad Okęcie il primo prototipo fece registrare una velocità massima di 400 km/h, ad una quota di 100 m.
Nell'estate del 1938 fu installato l'armamento definitivo. L'ingegner Ludwik Białkowski aveva progettato la postazione difensiva dorsale, armata con due mitragliatrici brandeggiabili PWU wz.37 "Szczeniak" da 7,92 mm. Quando erano in posizione di riposo le armi erano nascoste in appositi incavi ricavati nella parte superiore della fusoliera.  Nella parte anteriore erano posizionate due mitragliatrici fisse PWU wz.36 da 7,92 mm. Del previsto cannone Fabryki Karabinów FK wz.38D da 20 mm, progettato dall'ingegner Jurek, era ancora in fase di costruzione il primo prototipo, e l'arma venne sostituita da un simulacro in legno.
Il secondo prototipo, PZL P.38/II, fu realizzato con leggero ritardo rispetto al primo, nella primavera del 1938, rimanendo in attesa della disponibilità del motore nazionale PZL Foka. I relativi supporti motore, cofani e eliche adatte giunsero in fabbrica solo nell'estate del 1938. In quell'autunno lo stabilimento PZL spedì finalmente due propulsori PZL Foka I pronti per l'uso. Il 3 novembre 1938 il secondo prototipo venne presentato alle autorità militari presso l'aeroporto di Okecie. L'aereo venne prescelto, assieme ad altri (PZL.37 Łoś, PZL.46 Sum, LWS-3 Mewa e LWS-6 Żubr), per l'esposizione presso il 16º Salone Internazionale dell'Aviazione di Parigi-Le Bourget.  Inizialmente il generale Stachiewicz, Capo di Stato Maggiore Generale (Szefowi Sztabu Głównego), non accettò di inviare in Francia il prototipo del PZL.38/II Wilk. Ciò avvenne solo dopo l'intercessione del generale Rayski. La sua resistenza era dovuta al fatto di non voler svelare molti elementi segreti, come il cannone FK wz.38D da 20 mm. Dal momento che il PZL.38/II veniva trasportato a Parigi per ferrovia, nel timore di un'azione di spionaggio, il cannone fu sostituito da un simulacro in legno.
Tra il 25 novembre e l'11 dicembre 1938 il velivolo rimase esposto sull'aeroporto di Le Bourget, suscitando grande interesse. L'aereo era completo di finta bomba da 300 kg appesa sotto la parte inferiore della fusoliera. I dati formalmente esposti nella didascalia recitavano:
- peso a vuoto 1 715 kg
- peso totale 2 770 kg
- carico utile 1 055 kg
- velocità massima 465 km/h
- autonomia 1 250 km
- tangenza 10 000 m

I dati riportati erano chiaramente di propaganda, perché la velocità massima dichiarata era troppo elevata in relazione a quella effettivamente registrata durante le prove.
Dopo il ritorno in patria il prototipo PZL.38/II ricevette i previsti motori PZL Foka II da 620 CV e nel gennaio 1939 effettuò le prove di qualificazione presso l'I.T.L., compiendo ulteriori 10 ore di moto a terra e in volo. Sul campo i consumi di carburante risultavano troppo elevati, a causa della troppo bassa pressione registrata nei serbatoi, e furono quindi installate delle pompe per il travaso del carburante. Il peso a vuoto del velivolo era superiore di 600 kg a quello preventivato e ciò dava un carico utile di soli 164 kg. Il peso massimo e le prestazioni vennero calcolate per la versione da caccia, cioè senza bomba da 300 kg. Con l'installazione della bomba, il peso massimo del velivolo sarebbe andato in sovraccarico. Dopo aver effettuato un ulteriore piccolo numero di voli, il prototipo PZL.38/II Wilk venne immagazzinato in un hangar dell'aeroporto insieme al PZL.38/I e il progetto di sviluppo venne terminato.
Allo scoppio della seconda guerra mondiale, il 1º settembre 1939, entrambe le macchine non erano in grado di alzarsi in volo, e per nessuna di esse fu predisposta l'evacuazione, dapprima verso est e successivamente in Romania. Dopo lo scoppio della guerra il prototipo PZL.38/I venne tirato fuori dall'hangar in cui si trovava, per non essere distrutto dai bombardamenti. Quando l'8 settembre 1939 i tedeschi occuparono l'aeroporto di Varsavia-Okęcie l'aereo venne trovato nelle vicinanze di un muro paraschegge. La sua sorte finale non è conosciuta.
Il secondo prototipo PZL.38/II venne trasferito presso il centro sperimentale di Rechlin, per essere sottoposto a prove di valutazione da parte dei tecnici della Luftwaffe. Successivamente l'aereo fu portato preso il Museo dell'Aria di Berlino per esservi esposto come quando era stato catturato, senza motori ed eliche, in una stanza separata dal resto della collezione. Quando nella notte tra il 22 e il 23 novembre 1944 l'aviazione britannica bombardò il Museo, la maggior parte dei reperti erano stati inviati già da tempo presso magazzini e capannoni posizionati nel settore della Grande Polonia e della Pomerania. Non si conosce la sorte finale del velivolo, probabilmente quando il fronte orientale cedette sotto la pressione delle truppe sovietiche, l'aereo fu distrutto.

## Versioni
- PZL.38/I: primo prototipo, equipaggiato con i propulsori Ranger SGV-770B a 12 cilindri,  a V invertita, raffreddati ad aria, eroganti 420 CV ed azionanti eliche bipala lignee Szomański.
- PZL.38/II: secondo prototipo, equipaggiato con i propulsori PZL Foka I a 8 cilindri, raffreddati ad aria, eroganti 420 CV ed azionanti eliche tripala metalliche Ratier.
- PZL.38A: prevista versione di serie dotata di motori PZL Foka II, raffreddati ad aria, eroganti 620 CV al decollo ed azionanti eliche tripala metalliche Ratier. L'armamento si basava su due cannoni Fabryki Karabinów FK wz.38A da 20 mm e due mitragliatrici PWU Wz.36 da 7,92 mm in postazione anteriore fissa, due mitragliatrici PWU wz.37 da 7,92 mm brandeggiabili in postazione dorsale. La bomba da 300 kg era trasportata all'esterno della fusoliera, eliminando così la stiva interna.[1]

## Utilizzatori
Germania
- Luftwaffe

utilizzò i due prototipi catturati esclusivamente per prove tecniche al suolo.
 Polonia
- Siły Powietrzne

## Esemplari attualmente esistenti
Ad oggi non risulta essere sopravvissuto alcun esemplare completo, o parti, del PLZ.38 Wilk.